# Us3

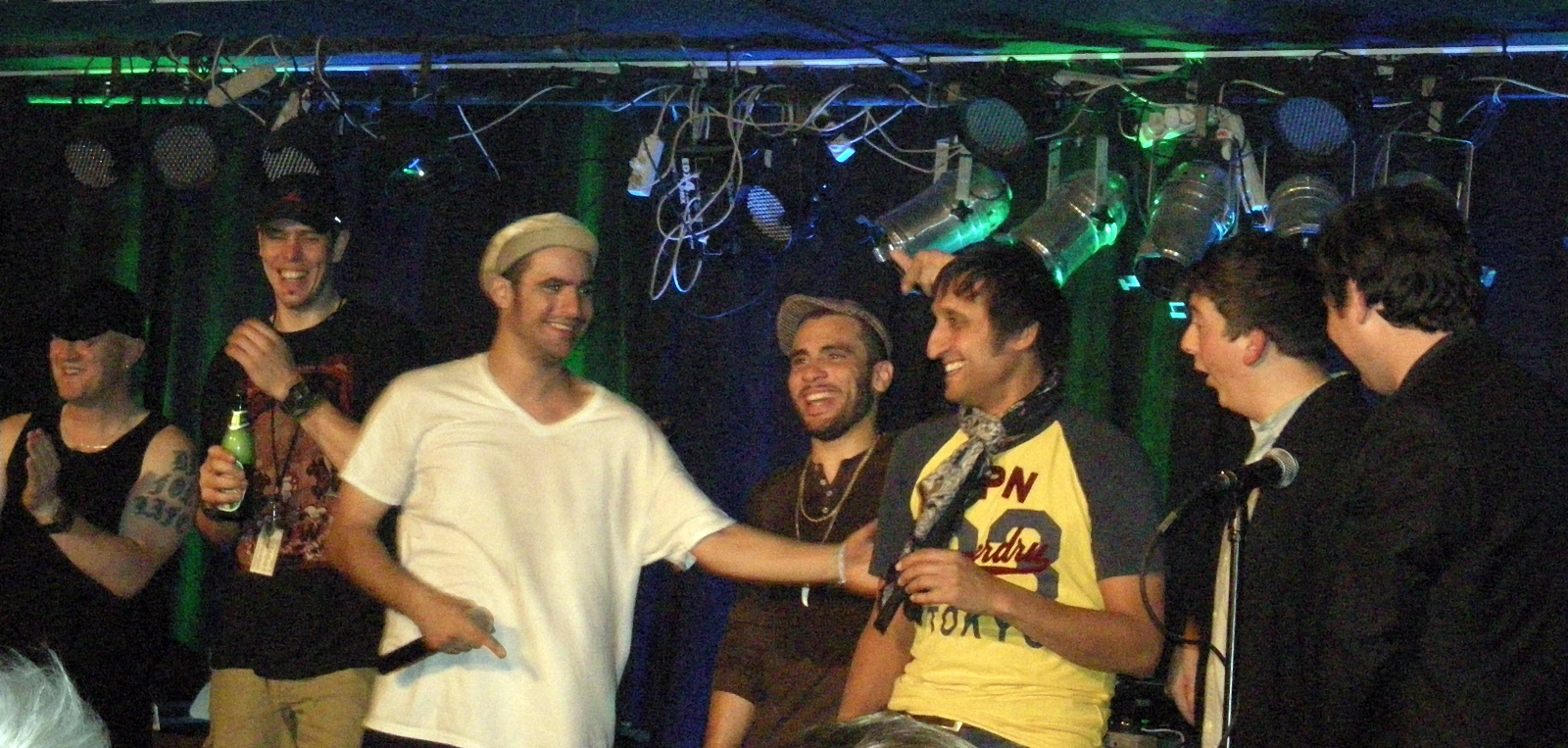
US3, Bydgoszcz 2011

Us3 és el nom d'una banda de jazz-rap creada pel compositor i productor anglès Geoff Wilkinson. es tracta d'una fusió de jazz i hip-hop a parts iguals, amb una clara influència de la sonoritat de l'R&B i del soul, especialment a l'últim àlbum. Amb US3 ens trobem amb bases de jazz (samplers de gravacions clàssiques), amb ritmes de dance a sobre i melodies de rap cantades. La seva proposta ha aconseguit apropar aquest estil a gran quantitat de joves, que en un principi n'eren reticents, mitjançant la seva fusió amb un estil actual com és el hip-hop.
Us3 va ser format l'any 1992, juntament amb el productor Mel Simpson, després d'editar dos treballs força celebrats pel públic. Primer va ser un 12", el 1990 (Where will we be in the 21st century), amb la col·laboració vocal del raper Mc Honey B i la pianista de jazz Jessica Lauren. Això va cridar l'atenció del segell -en aquells dies emergent- Ninja Tune, amb el qual es va editar el 12" The band played the boggie. El tema era el resultat de fusionar amb samples del hit jazzístic Sookie Sookie, de Grant Green, editat per Blue Note.

## Blue Note
El tema es converteix en un èxit, i aviat Geoff rep una trucada, emplaçant-lo a les oficines de la EMI a Londres. Inicialment aquest s'ho pren amb nerviosisme, donat que aquest no havia pagat pels drets d'ús dels samples, però la reunió no tenia com a objectiu el de reclamar per cap dret. El motiu era ben diferent: el president del mític segell de jazz Blue Note volia fitxar-lo, fet que li permetria de tenir lliure accés al llegendari catàleg de la firma.
No obstant això, Geoff va haver de gravar abans unes quantes demos, a fi de provar la seva vàlua. Una d'aquestes demos va ser el memorable Cantaloop (Flip Fantasia), tema emblemàtic de l'acid jazz. Produït el març de 1992, batria rècords de vendes dos anys després a les llistes dels Estats Units. Curiosament, aquesta reinterpretació del clàssic Cantaloupe Island de Herbie Hancock està tan ben assolida que el mateix autor de la versió original, va arribar a dir al públic en algun dels seus concerts, que el que anava a interpretar a continuació era la versió d'un tema d'un grup anomenat Us3.
El tema formava part del magnífic àlbum Hand on the torch (amb la participació dels rapers Rahsaan Kelly, Kobie Powell i Tukka Yoot), l'any 1993, primera col·laboració entre Us3 i Blue Note. El disc es va convertir en un referent de la fusió de jazz i rap, va ser aclamat per la crítica i va enregistrar unes vendes espectaculars. De fet, va ser el primer àlbum de Blue Note que venia més d'un milió de còpies als Estats Units. Avui dia, Hand on the torch és considerat com un clàssic imprescindible, i segueix venent-se a tot el món com si encara fos una novetat.

## Trencament amb Blue Note i contracte amb Sony
L'any 1997 va arribar el segon treball d'Us3, Broadway & 52nd, després de diverses reeixides gires mundials. Aquesta vegada, els cantants triats van ser els rapers novaiorquesos KCB i Shabaam Sahdeeq, que van prestar la seva veu a un àlbum que no va repetir l'èxit del seu predecessor, i que tampoc va obtenir la mateixa acollida per part de la crítica. Dos anys després, acabades noves gires, la relació entre Geoff i Blue Note va arribar a la seva fi, encara que el segell nord-americà va editar una última novetat discogràfica: Flip Fantasia: Hits and remixes (1999), que lògicament incloïa els majors èxits dels dos primers discos, a més de quatre remescles a càrrec de Nelle Hopper, Roberto, Q-Burn i Brixton Bounce.
Us3 signa amb Sony a Nova York i es posa a treballar en el seu tercer LP, per al qual va comptar amb la col·laboració del raper Michelob i de la cantant Alison Crockett. No obstant això, abans d'acabar el treball, a causa d'un desacord amb Sony, Us3 va quedar-se sense els drets del seu propi àlbum. Va caler esperar durant dos anys de processos legals per tal de recuperar-los finalment. An Ordinary Day in an Inusual Place arriba finalment a les botigues l'any 2001, editat per Toshiba EMI al Japó, i per Universal a Europa. Després de noves gires per Europa i Japó, les relacions entre Us3 i Universal es trenquen, pel que Geoff Wilkinson torna a quedar-se sense segell discogràfic.

## Darrerament
Afortunadament, la relació amb Toshiba EMI al Japó es manté en aquell moment, de manera que un quart treball veu la llum en aquest país l'any 2003. L'àlbum, Questions, és editat a Europa a finals de 2004 i als Estats Units l'abril de 2005. Per a aquest nou disc, Geoff compta amb la participació del raper de Brooklyn Reggi Wyns i la cantant londinenca Mpho Skeef. El 22 de maig de 2006 arriba a les botigues el cinquè treball d'estudi, Schizophonic, amb els rapers Akil Dasan i Gaston, descoberts ambdós per Wilkinson al Nuyorican Poets Cafè de Nova York. Say what s'edita el 28 de maig de 2007, amb la participació, novament d'Akil Dasan i Gaston, però també de la vocalista Adeline.

## Discografia
- Hand on the torch
- Broadway & 52nd
- Flip Fantasia: Hits & Remixes
- An Ordinary Day in an Inusual Place
- Questions
- Schizophonic
- Say What